# Hebecephalus signatifrons
Hebecephalus signatifrons är en insektsart som beskrevs av Van Duzee 1892. Hebecephalus signatifrons ingår i släktet Hebecephalus och familjen dvärgstritar. Inga underarter finns listade i Catalogue of Life.